# Campus Antumapu

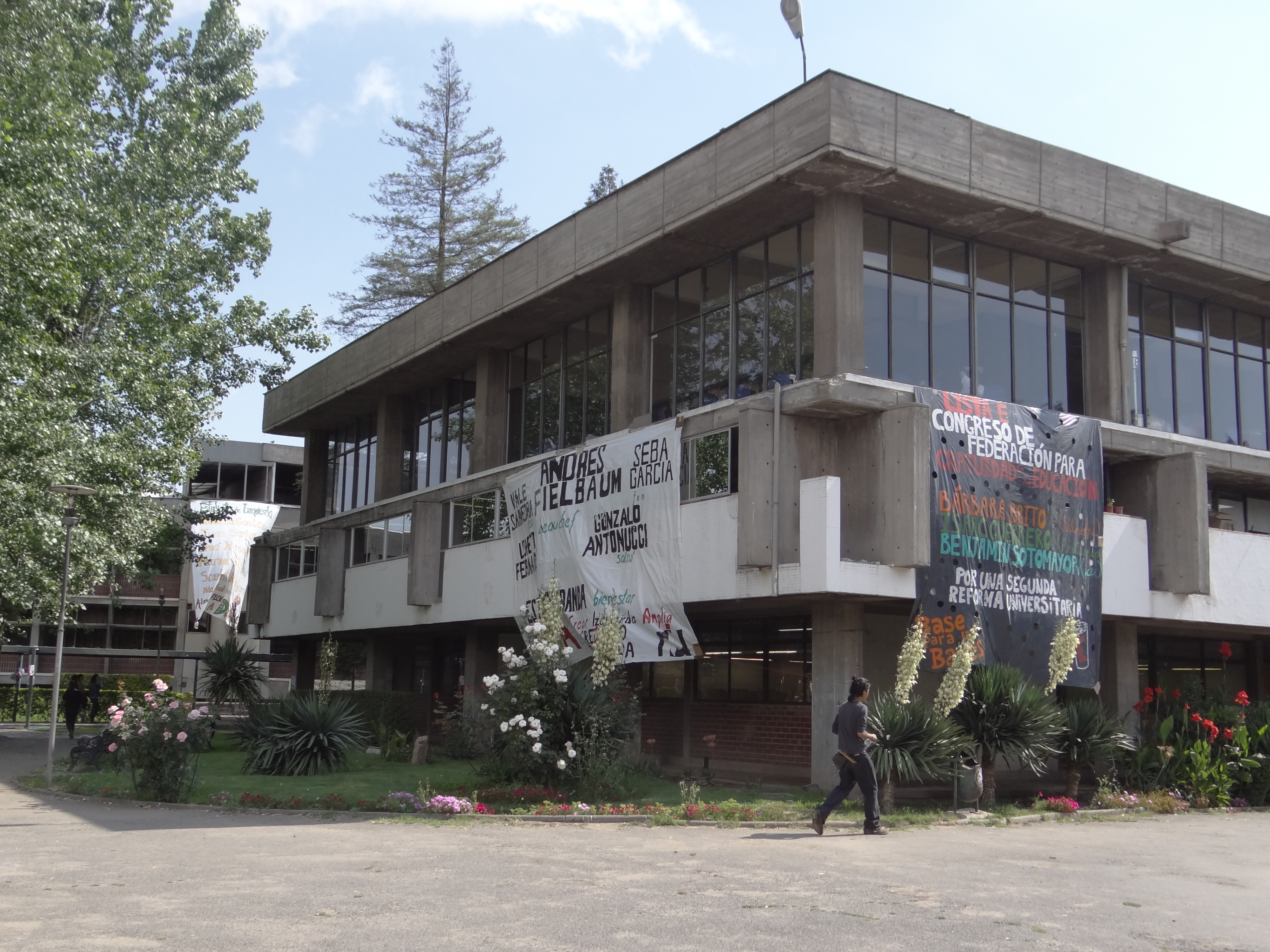
Facultad de Ciencias Agronómicas.

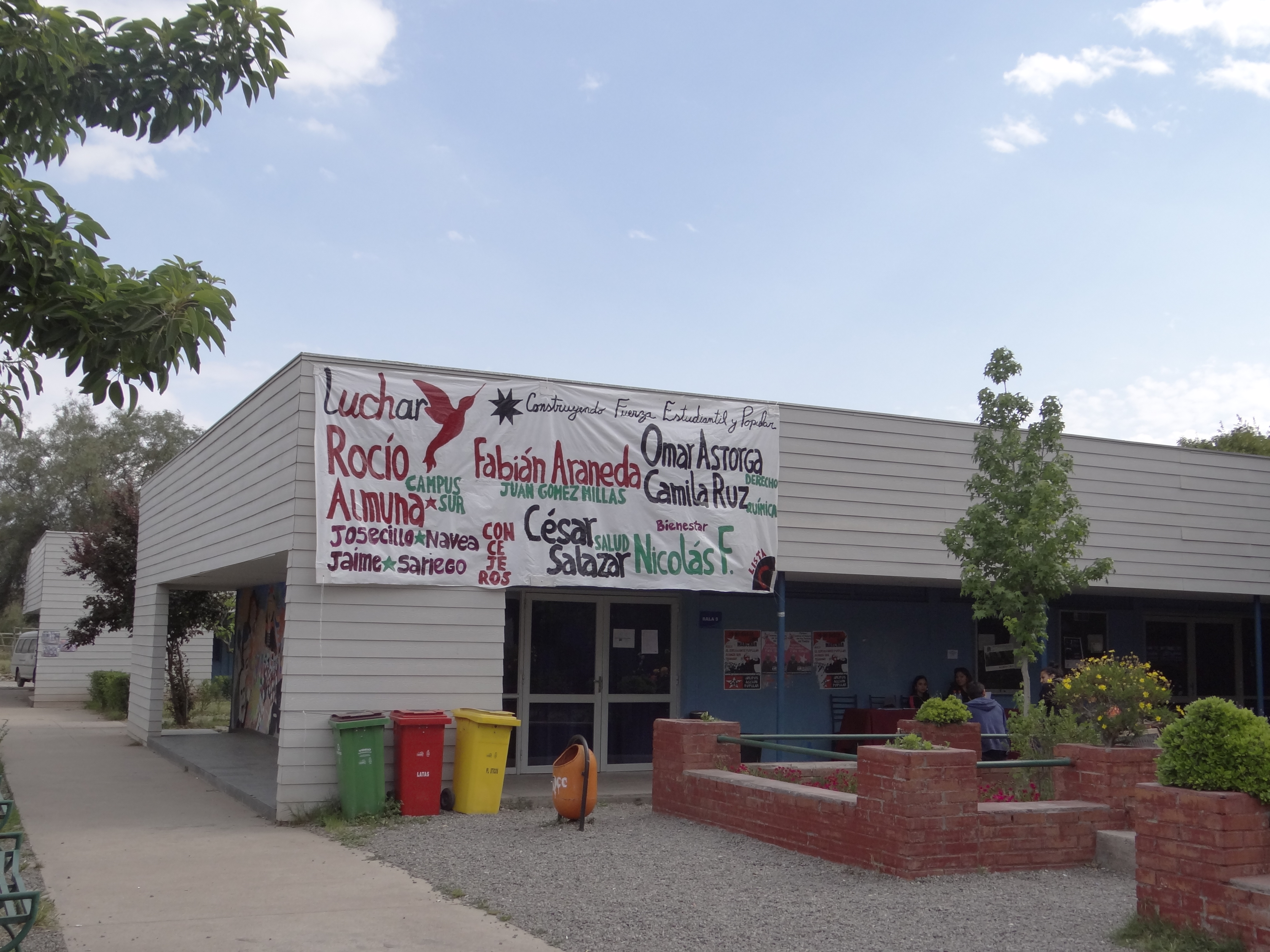
Facultad de Ciencias Veterinarias y Pecuarias.

Campus Antumapu, también conocido como Campus Sur, corresponde al campus universitario de mayor extensión dentro de la Universidad de Chile, con una extensión aproximada a las 355 hectáreas. Está integrado por la Facultad de Ciencias Veterinarias y Pecuarias, la Facultad de Ciencias Agronómicas, la Facultad de Ciencias Forestales y el Instituto de Nutrición y Tecnología en Alimentos (INTA). Existe oficialmente desde 1999, pero su origen se remonta al año 1965, sin embargo sólo desde 1999 actúa como un ente organizado académicamente.

## Ubicación
Ubicado en Santiago (33°34′11″S 70°37′50″O / -33.56972, -70.63056), se extiende entre los paraderos 31 y 35 de Avenida Santa Rosa por el este, y la Av. San Francisco por el Oeste (Límite de las comunas El Bosque y La Pintana). Por el norte es limitado por la Av. El Observatorio donde funciona el Consultorio El Roble, que atiende a familias de las villas circundantes ; y por el sur es limitado por Av. Lo Martínez.

## Historia

### Antecedentes históricos
A comienzos del siglo XIX, el Gobierno de Chile adquirió el predio de la Merced para destinarlo a la enseñanza experimental de la agricultura que tomó el nombre de Quinta Normal de Agricultura. En este lugar la Facultad de Agronomía contaba con un edificio principal, actual sede del Museo de Arte Contemporáneo de Santiago, y terrenos de cultivo ocupados para la enseñanza agronómica. A partir de la década de los 30 la Quinta Normal ve reducido su tamaño y sus áreas de cultivo son reemplazadas por diversos proyectos como la Unidad Vecinal Portales y la Universidad Técnica, actual Universidad de Santiago de Chile. Como consecuencia de esto, diversos edificios e instituciones pertenecientes a la Universidad de Chile emplazados en el sector como el Observatorio Astronómico y otros como el Zoológico Nacional se ven obligados a trasladarse a diferentes lugares de Santiago. Entre ellos la Facultad de Agronomía se trasladó a los terrenos del actual campus Antumapu en el año 1969.

### Planificación del Campus Antumapu
En el año 1965 la Universidad de Chile compra los terrenos de los fundos el Rosal y la Carmelina ubicados en la comuna de la Granja, actual La Pintana y gracias a un préstamo del Banco Interamericano de Desarrollo gestionado por el rector de la Facultad de Agronomía, Ruy Barbosa Popolizio se comienza la edificación de los edificios del Campus Antumapu. El proyecto para las Facultades de Agronomía y Forestal fue diseñado por el Taller de Arquitectura y Urbanismo, TAU, integrado por reconocidos arquitectos de la época como Sergio González, Pedro Iribarne, Jorge Poblete, y los hermanos Gonzalo y Julio Mardones Restat. 

## Infraestructura
Cuenta con una Granja Educativa, extensos campos de cultivo y estaciones experimentales en los ámbitos más importantes del sector Silvoagropecuario Chileno.
Los estudiantes que allí se forman pueden encontrar Bibliotecas muy bien equipadas, laboratorios, áreas deportivas, salas de computación, casino, kioscos, aula magna, Servicio Médico y Dental para Alumnos (SEMDA), estacionamientos y extensas áreas verdes constituidas con especies vegetales de Chile y del resto del mundo, incluyendo recreaciones de ambientes vegetacionales típicos del país.

## Extensión
Dentro del campus se desarrollan variadas actividades extra-académicas, dentro de las cuales se encuentran:
- Ballet Folclórico Antumapu
- Coro Antumapu
- Selecciones de Voleibol, Rugby, Tenis de Mesa, Atletismo y Fútbol.
- Semanas de Ing. en Recursos Naturales, Ing. Forestal y de Ing. Agronómica.
- Fonda Antumapu.